# Molnár Tamás (énekes)
Molnár Tamás (Budapest, 1987. december 2. –) Artisjus Fonogram és Petőfi Zenei Díjas dalszerző, énekes az egykori Anti Fitness Club és Jetlag zenekarok alapítója 2022-től szólóban áll színpadra Szív utca című önálló albuma és korábbi zenekaraiból ismert dalaival. Felesége a Cinthya Dictator néven ismert Gombos Cintia Mercédesz.

## Zenei pályafutása

### Anti Fitness Club
2002-ben 14 évesen alapította az Anti Fitness Clubot, melynek dalszerző-frontembere volt 2015-ös fennállásukig. 13 aktív éve során a Fonogram és többszörös VIVA Comet díjas zenekar hazánk majd összes színpadán megfordult, négy nagylemezük közül kettő dobogós helyezést ért el a MAHASZ lemezeladási listáján, 11 videóklipjük közt akad olyan, amely több mint 10 milliós megtekintéssel büszkélkedhet a Youtube-on, számos zenei díjjal a hátuk mögött pedig az ország egyik legnépszerűbb fiatal Pop-Rock formációjaként tartották számon. Ma is érezhető hatásukat a 20 éves jubileumi koncertjük tette vitathatatlanná, amire 2023-ban a Budapest Parkban több ezer ember volt kíváncsi.

### Jetlag
A 2016-ban alakult Jetlag már a bemutatkozó koncertjével megtöltötte az Akvárium Klubot, meghívást kaptak a legnagyobb hazai fesztiválokra, elektropop dalaik pedig sorra váltak a rádiós playlistek gyakori szereplőivé, ahol az "Égen át" 2018 ötödik legjátszottabb hazai dala lett. Ugyan ebben az évben szerepeltek Nagy-Szín-Pad! tehetségmutatóban, „Ami itt történik, itt is marad” címmel ők jegyezték a STRAND fesztivál hivatalos himnuszát, végigturnézták a legjelentősebb nyári fesztiválokat (Sziget, Volt, Strand, Campus, Szin, Fezen), de rendszeresen játszottak a Budapest Parkban, az A38 hajón és az Akvárium Klubban is. Extra produkcióként szerepeltek az X-Faktorban és Petőfi Zenei Díjra is jelölték őket az év felfedezettje kategóriában. 12 videóklipjük közül több olyan is van ami millió feletti megtekintéssel büszkélkedhet a Youtubeon. "Check-In" című bemutatkozó lemezük aranyalbum, „Temegén” c. daluk pedig arany kislemez státust ért el. 2022-ben határozatlan időre visszavonultak, de dalaikat ma is rotációban játssza a Petőfi Rádió, így állandó résztvevői a toplistáknak, ahol az „Égen át” c. daluk már 123 hete van jelen.

### Molnár Tamás
2014-től szerzői estjein áll színpadra kedvenc szerzeményeivel. Akusztikus előadásával többször megtöltötte az A38 hajót, de már fesztiválszínpadokon is bizonyított. 2022-ben jelent meg első szólóalbuma, amit a MÜPA Fesztiválszínházában mutattak be teltház előtt. Ettől az évtől Molnár Tamás néven már zenekari felállásban viszi színpadra eddigi életművének legfontosabb dalait. A 2024-ben megjelenő második szólólemezének középpontjában a közreműködések állnak. A kollaborációk sorát a Majkával közös Azt beszélik a városban nyitotta, ami már több mint 8 millió megtekintésnél jár, Fonogram díjat kapott, mint „Az év hazai rap vagy hip-hop hangfelvétele” és az elmúlt évek talán legmegosztóbb dalaként tartják számon. Tamás számos nyilatkozatában kendőzetlen őszinteséggel vallott a függőségeivel folytatott küzdelméről, amit a Hiperkarma főhős Bérczesi Róberttel dalba is öntöttek. A közös történetükből született „Nélkülem” is bizonyítja, hogy Tamás szólóidentitásával a mély mondanivaló, az időtlen zeneiség és a letisztult látvány háromszögében talált magára.

### Dalszövegíróként
2008 óta ír dalszövegeket hazai előadóknak a legkülönbözőbb műfajokban. Ez eddig több, mint 250 szövege jelent meg, melyek közt Dér Heni, Kelemen Kabátban, Zséda, Soerii és Poolek, Oláh Ibolya, Takács Nikolas, Pál Dénes és Berkes Olivér slágerei is szerepelnek. 2016-ban Artisjus junior díjra jelölték. 2017-ben hazánkból elsőként vett részt a Stockholm Songwriting Campen, ahol a világ 12 országából gyűltek össze szerzők, a komfortzónán kívüli alkotás jegyében. Ő lett A Dal 2020 legjobb dalszövegírója, ugyan ebben az évben megkapta a Petőfi Zenei Díj – Év dalszövegírója elismerést, 2023-ban pedig az Artisjus – Az év könnyűzenei szövegírója díját is elnyerte.

## Díjak és jelölések
| Előadó / Zenekar    | Díjátadó         | Év   | Kategória                                                 | Eredmény | For.   |
| ------------------- | ---------------- | ---- | --------------------------------------------------------- | -------- | ------ |
| Molnár Tamás        | Artisjus         | 2023 | Év könnyűzenei szövegírója                                | Elnyerte | [ 1 ]  |
| Majka, Molnár Tamás | Fonogram         | 2023 | Az év hazai rap vagy hip-hop hangfelvétele                | Elnyerte | [ 2 ]  |
| Molnár Tamás        | Petőfi Zenei Díj | 2020 | Az év szövegírója                                         | Elnyerte | [ 3 ]  |
| Jetlag              | Fonogram         | 2019 | Az év hazai klasszikus pop-rock albuma vagy hangfelvétele | Jelölve  | [ 22 ] |
| Jetlag              | Petőfi Zenei Díj | 2018 | A legjobb új előadó                                       | Jelölve  | [ 14 ] |
| Molnár Tamás        | Artisjus         | 2016 | Junior                                                    | Jelölve  | [ 20 ] |
| Anti Fitness Club   | Viva Comet       | 2010 | Az év együttese                                           | Elnyerte | [ 7 ]  |
| Anti Fitness Club   | Fonogram         | 2009 | Az év hazai felfedezettje                                 | Elnyerte | [ 6 ]  |
| Anti Fitness Club   | Viva Comet       | 2008 | A legjobb új előadó                                       | Elnyerte | [ 8 ]  |